# Isatis demiriziana
Isatis demiriziana är en korsblommig växtart som beskrevs av H. Misirdali. Isatis demiriziana ingår i släktet vejdar, och familjen korsblommiga växter. Inga underarter finns listade i Catalogue of Life.